# Autoportrait près du Golgotha
Autoportrait près du Golgotha est un tableau réalisé en 1896 par le peintre français Paul Gauguin à Tahiti. Cette huile sur toile de format vertical est un autoportrait à mi-corps dans lequel l'artiste se représente en blouse d'hôpital devant les figures à peine visibles d'un moine encapuchonné et d'un Amérindien. Sa composition est complétée par une inscription dans le coin inférieur gauche qui indique la proximité du Golgotha. Récupérée par Victor Segalen en Polynésie française, l'œuvre est conservée depuis 1952 au musée d'art de São Paulo, à São Paulo, au Brésil.